# فوبو
فوبو (انگلیسی: FUBU) شرکت پوشاک آمریکایی است، که در سال ۱۹۹۲ تأسیس شد.